# Pajumõisa
Pajumõisa (Duits: Pajomois) is een plaats in de Estlandse gemeente Saaremaa, provincie Saaremaa. De plaats heeft de status van dorp (Estisch: küla) en telt 40 inwoners (2021).
De plaats viel tot in oktober 2017 onder de gemeente Kihelkonna. In die maand werd Kihelkonna bij de gemeente Saaremaa gevoegd, een fusiegemeente van de twaalf gemeenten op het eiland Saaremaa.

## Geschiedenis
Pajumõisa werd voor het eerst genoemd in 1592 als landgoed onder de naam Payemoiße. Het landgoed was vermoedelijk halverwege de 16e eeuw gesticht. De Estische naam van het landgoed was oorspronkelijk Paju. Het landgoed behoorde toe aan de staat. In 1798 gaf tsaar Paul I het aan Carl Johannes von Lode. Daarna wisselde het een aantal malen van eigenaar en was het onder andere in het bezit van de familie von Buxhoevden. De laatste eigenaar voor het landgoed in 1919 door het onafhankelijk geworden Estland werd onteigend was Léon Karl Baron Freytag von Loringhoven.
In de vroege 19e eeuw werd een landhuis gebouwd. Na de Tweede Wereldoorlog diende het als kantoor voor een kolchoz. Na 1960 vervielen het voormalige landhuis en de bijgebouwen eromheen tot ruïnes.
In 1977 werd Pajumõisa bij het buurdorp Virita gevoegd. In 1997 werd het weer een zelfstandig dorp.